# Cybister chinensis
Cybister chinensis es una especie de escarabajo del género Cybister, familia Dytiscidae. Fue descrita científicamente por Motschulsky en 1854.
Es depredador, se alimenta de renacuajos, peces pequeños e insectos acuáticos, y los adultos miden entre 3,3 y 4,2 cm (1,3 y 1,7 pulgadas) de largo.

## Distribución geográfica
Habita en Europa, el norte de Asia (excluyendo China) y Asia meridional.